# Katie Hall
Katharine Hall souvent appelée Katie Hall, née le 6 janvier 1987 à Mercer Island, est une ancienne coureuse cycliste professionnelle américaine. Membre de l'équipe Boels Dolmans, elle met un terme à sa carrière en 2020.

## Biographie

### Carrière amateur
Elle commence le cyclisme en entrant dans sa graduate school, afin de connaître des gens dans sa nouvelle ville. Elle fait partie de l'équipe cycliste de l'université de Berkeley. Elle y écrit un doctorat sur la toxicité moléculaire.  Elle devient professionnelle en 2014 dans l'équipe UnitedHealthcare.

### Carrière professionnelle
En 2015, au Tour of the Gila, elle est dixième de la première étape qui se termine par une montée longue de dix kilomètres. Elle est encore sixième du contre-la-montre de la troisième étape. Sur la difficile dernière étape, elle se classe deuxième derrière Mara Abbott, les suivantes sont trois minutes plus loin. Le classement général final est identique. La semaine suivante, elle remporte la première étape du Tour de Californie en devançant dans le sprint en côte Alena Amialiusik.
Lors de la sixième étape du Tour de Thuringe, elle s'échappe avec Amanda Spratt et la bat au sprint.
En 2017, sur la deuxième étape du Tour de Californie, dans l'ascension du Kingsbury Grade, Katie Hall attaque à cinq kilomètres du sommet. Elle est suivie par Anna van der Breggen et Coryn Rivera. Les accélérations répétées de Katie Hall finissent par faire décrocher Coryn Rivera. Il s'ensuit une descente où Anna van der Breggen prend l'ascendant. Dans la montée finale, Katie Hall dépasse cependant la Néerlandaise. Elle s'impose seule et s'empare du maillot jaune,. Anna van der Breggen part à la chasse aux bonifications durant les étapes suivantes et gagne pour une seconde devant Katie Hall.
En 2018, elle réédite sa performance de l'année précédente au  Tour de Californie. Sur la deuxième étape, dans l'ascension du Daggett Pass, la formation UnitedHealthcare mène le peloton. À cinq kilomètres du sommet, Erica Magnaldi parvient cependant à attaquer. Derrière, Katie Hall, Katarzyna Niewiadoma, Tayler Wiles, Sara Poidevin, Carolina Rodríguez et Ruth Winder répondent à l'accélération. Cette dernière doit néanmoins lâcher prise. Au sommet, Katie Hall et Tayler Wiles sont légèrement détachées. Dans la côte de Heavenly Mountain Resort vers l'arrivée, Katie Hall attaque pour s'imposer. Elle s'empare du maillot jaune,. Contrairement à l'année précédente, elle a une avance au classement général suffisante pour ne pas avoir à craindre les bonifications de la dernière étape. Elle remporte donc le Tour de Californie,. Le 13 août, l'équipe Boels-Dolmans annonce que Katie Hall a signé pour la saison 2019.
À l'Amstel Gold Race, à deux tours de l'arrivée, Amanda Spratt, Katie Hall et Elisa Longo Borghini sortent alors. Elles comptent une vingtaine de secondes d'avance. Dans l'avant-dernière ascension du Cauberg, Katarzyna Niewiadoma revient seule sur les échappées. Dans la montée du Geulhemmerberg, un nouveau regroupement se produit,. Au Tour de Californie, dans l'ascension finale de la deuxième étape, à cinq kilomètres du sommet, un groupe de favorites se forme. Katie Hall s'en extrait, suivie ensuite par sa coéquipière Anna van der Breggen. Elles passent la ligne ensemble, Katie Hall ayant le privilège d'occuper la première place. Lors de la dernière étape, Anna van der Breggen veille personnellement à garder le peloton groupé. L'étape se conclut au sprint. Anna van der Breggen remporte l'épreuve devant Katie Hall.
Principalement au service d'Anna van der Breggen durant le Tour d'Italie, elle en prend néanmoins la septième place.

## Palmarès sur route

### Par années
- 2014
  - Nevada City Classic
- 2015
  - 1re étape du Tour de San Luis
  - 1re étape du Tour de Californie
  - 6e étape du Tour de Thuringe
  - 2e du Tour of the Gila
- 2016
  - Tour de San Luis :
    - Classement général
    - 5e étape
- 2017
  - Tour of the Gila :
    - 1re et 5e étapes
    - 2e du classement général

  - Tour de Californie :
    - 2e étape
    - 2e du classement général
- 2018
  - Joe Martin Stage Race : 
    - Classement général
    - 3e étape

  - Tour of the Gila : 
    - Classement général
    - 1re étape

  - Tour de Californie : 
    - Classement général
    - 2e étape

  - 7e de La course by Le Tour de France
- 2019
  - 2e étape du Tour de Californie
  - 2e du Tour de Californie

### Classement UCI
| Année                                 | 2014 | 2015 | 2016 | 2017 | 2018 | 2019 | 2020 |
| ------------------------------------- | ---- | ---- | ---- | ---- | ---- | ---- | ---- |
| Classement UCI                        | 131e | 62e  | 63e  | 51e  | 37e  | 58e  | 508e |
| UCI World Tour                        |      |      | 67e  | 41e  | 31e  | 29e  | nc   |
|                                       |      |      |      |      |      |      |      |
| Légende : nc = non classéSource : UCI |      |      |      |      |      |      |      |